# Claes Hoogland
Claes Abraham Hoogland, född 11 januari 1916 i Vasa församling, Göteborgs och Bohus län, död 6 november 1986 i Engelbrekts församling, Stockholms län, var en svensk teaterkritiker, dramaturg, radioproducent och översättare.

## Biografi
Claes Hoogland var son till skeppsredaren Herman Hoogland och Astri, född Dahlgren. Han studerade vid Stockholms högskola 1936–43, och därefter vid Sorbonne i Paris. Som skribent medverkade Hoogland i Stockholms-Tidningen 1940–57, samt i Röster i radio från 1950. Under studietiden satt han i redaktionen för Gaudeamus 1941–42, och var redaktionssekreterare för tidskriften 40-tal 1944–46. 
Han verkade som sekreterare vid Göteborgs stadsteater 1947–49, dramaturg vid Dramaten 1949–53 och producent och teaterkrönikör vid Sveriges Radio 1951–81. Han var vidare styrelseordförande för Stockholms studentteater 1941–43, styrelseledamot i Göteborgs författaresällskap 1948–49 och i Dramatikerförbundet 1958. Han blev medlem i Publicistklubben 1954.
Han gifte sig 1946 med Signe Claesson (1919-1991). Tillsammans fick de tre söner: överförmyndaren Henrik (född 1948), bibliotekarien Svante (1951-2022) och dramaturgen och universitetslektorn Rikard (född 1959).